# Laurent Strzelczak
Laurent Strzelczak est un footballeur français né le 19 février 1971 à Bondy (Seine-Saint-Denis). De grande taille (1,87 m pour 79 kg), il a joué comme défenseur central principalement à Laval et Toulouse (17 matchs de Division 1).

## Biographie

### Carrière de joueur
En mai 1993, révélation de la deuxième moitié de saison du Stade lavallois, il intègre le bataillon de Joinville et l'équipe de France militaire, menée par Roger Lemerre. Il est demi-finaliste de la Coupe de France en juin 1993 face au Paris SG.
Lors de l'intersaison 1996, non reconduit par le Stade lavallois, il participe à Clairefontaine au stage de l'UNFP destiné aux joueurs sans contrat. Il y participera de nouveau en 2000 à la fin de son contrat avec Nîmes, puis en 2003.
Il est finaliste de la Coupe de France en 2001 avec Amiens.

### Reconversion
Avant même la fin de sa carrière de joueur, Laurent Strzelczak prépare sa reconversion et se forme au métier d'entraîneur. En mars 2004, après deux sessions de stage et un examen au CTNFS de Clairefontaine, il obtient la partie spécifique du brevet d'État d'éducateur sportif premier degré (BEES 1er degré), mise en place par la FFF pour les joueurs professionnels en reconversion. Ce diplôme, équivalent à l'actuel DESJEPS mention football, permet d'entraîner une équipe de niveau N2 ou N3, ou une équipe jeune dans un centre de formation. En 2005 il prépare la partie spécifique du BEES 2e degré, nécessaire à l'obtention du diplôme d'entraîneur de football (DEF).
En 2006 il encadre le stage estival de l'UNFP (groupe Sud), destiné aux joueurs et entraîneurs sans contrat. En 2006-2007 il participe à « Dix mois vers l'emploi », programme développé par l'UNECATEF à destination des entraîneurs sans club.
De juin 2007 à mai 2008 il est membre du Variétés Club de France.
En 2016, une nouvelle fois, il fait partie du staff qui encadre le stage estival de l'UNFP et participe à « Dix mois vers l'emploi ». De novembre 2016 à 2021 il est entraîneur adjoint de l'US Orléans.

## Palmarès
- Finaliste de la Coupe de France 2001 (avec l'Amiens SC)

## Engagements syndicaux
De 1999 à 2000 Laurent Strzelczak est délégué syndical de l'UNFP au sein de son club du Nîmes Olympique.